# 木曜会 (夏目漱石)
木曜会（もくようかい）は、夏目漱石宅で、漱石の教員時代の教え子や漱石を慕う若手文学者が集まり、さまざまな議論をした会合のこと。毎週木曜日に開かれたのでこの名がついた。

## 概要
漱石の家には小宮豊隆や鈴木三重吉、森田草平などが出入りしていたが、作家としての名声が高まるにつれ来客が増えて仕事に支障を来すようになったため、1906年（明治39年）10月中旬ごろ、鈴木三重吉の提案により面会日を毎週の木曜日午後3時以降と定めた。この日は誰でも自由に来てよいことにしたので、かつての教え子以外の学生やその他の人物も多く来るようになった。漱石の書斎は、漱石が彼らと様々な話題について語り合い議論するサロンのような場となり、やがて木曜会と呼ばれるに至った。
よく集まる顔ぶれは津田青楓の「漱石山房と其弟子達」に描かれており、小宮・鈴木・森田のほか、赤木桁平・阿部次郎・安倍能成・岩波茂雄・内田百閒・寺田寅彦・野上豊一郎・松根東洋城がいる（特に小宮・鈴木・森田・阿部の四人が中心になって仕切っていたことから彼らは「四天王」と呼ばれている）。その他、中勘助・江口渙らの小説家や、和辻哲郎、滝田樗陰などの学者・文化人がおり、さらに後の新思潮派につながる芥川龍之介や久米正雄・松岡譲らも学生時代から参加していた。彼らが一般的に漱石門下とされている（ただし、漱石門下とされる者には野上弥生子のように木曜会に参加しなかった者もいる）。漱石は徒弟制などを取らなかったので、阿部次郎は「若し門下生とは、先生と正式に師弟の約を結んだ者を意味するならば、自分は先生には門下生なるものが全くなかったと云ひたい。（中略）先生は唯その寛容な心を以て、自然にその門に集って来る青年を接見して、之と話をしたり、その相談に預かったり、時としてはその世話をされたりしたに過ぎなかった。所謂先生の門下生となるには、唯先生の風を慕って、木曜日にその家の客となれば足りたのである」と述べている。また、会長や幹事などを備えた組織として「木曜会」が存在していたわけでもない。基本的には来客と面会する場であり、漱石も弟子を指導するような態度は取らず、自由な雰囲気で議論するように心がけていた。和辻哲郎は「森田、鈴木、小宮など古顔の連中は、ともすれば先生は頭が古いとか、時勢おくれだとか言って食ってかかったが、漱石は別に勢い込んで反駁するでもなく、言いたいままに言わせておくという態度であった。（中略）漱石を核とするこの若い連中の集まりは、フランスでいうサロンのようなものになっていた。木曜日の晩には、そこへ行きさえすれば、楽しい知的饗宴にあずかることができたのである」と述べている。自作についても称賛よりは批判を聞きたがったので、森田草平は「先生の作を読んで、先生の前に出ると、大抵の人が皆悪く云った。悪く云わなければ済まないような気がして悪く云うのである」といい、一方「先生のほうでも若い者の気に食わんところはぴしぴしやっつけられた。ぴしぴし頭からやられながら、やはり先生と話をしている 時がいちばんのんびりした。のんびりして思うことが十 分に言えるのである」という。また、芥川は「漱石先生の話」で木曜会の様子を次のように述べている。
「先生のお宅は玄関の次ぎが居間で、その次ぎが客間で、その奥に先生の書斎があるのですが、書斎は畳なしで、板の上に絨氈を敷いた十畳位の室で、先生はその絨氈の上に座布団を敷き机に向って原稿を書いて居られた。（中略）私達の木曜会はいつもその書斎で開かれました（中略）木曜会では色々な議論が出ました。小宮先生などは、先生に喰ってかかることが多く、私達若いものは、はらはらしたものです。（中略）小宮先生に『あんなに先生に議論を吹っかけて良いものでしょうか』ときくと、小宮さんが言うには『先生は僕達の喰ってかかるのを一手に引受け、はじめは軽くあしらっておき、最後に猪が兎を蹴散らすように、僕達をやっつけるのが得意なんだよ。あれは享楽しているんだから、君達もどんどんやり給え』……というので、それから私達もちょいちょい先生に喰ってかかるやうになりました。」
門下生とされている者以外にも、歌舞伎等の古典芸能に造詣の深かった小宮の紹介で中村吉右衛門が、あるいは森田の紹介で平塚らいてうが参加することがあった。だが、吉右衛門は漱石が歌舞伎にそれほど興味がなかったため（妻・鏡子の回想『漱石の思ひ出』によると、吉右衛門は漱石に自身の顧問になってもらう心算があったようである）、平塚は森田との煤煙事件で漱石と対立したために、一時的なものとなった。また『ホトトギス誌』時代からの旧友高浜虚子も、明治43年に鎌倉に移住するまでは主な出席者の一人であった。
木曜日に面会日を設けた漱石だったが、しつこい新聞記者など、面会日以外に来訪する客もいて、腹を立てた漱石が直接玄関に出向いて居留守を告げることがあったという。
1916年12月9日に漱石が亡くなると、命日である毎月九日に開かれる、九日会に改められ、第一回の九日会は1917年1月9日に夏目家で開催され、1937年4月9日まで続いた（漱石の孫である半藤末利子「漱石の長襦袢」文春文庫、P64～65による。同書にある第一回・第二回の出席者名簿には中村是公・大塚保治など弟子ではなく友人にあたる人々も見える）。